# تحلیل چارچوب
تحلیل چارچوب یا تحلیل قاب (به انگلیسی: Frame analysis) یک روش تحقیقاتی علوم اجتماعی چندرشته‌ای است که برای تجزیه و تحلیل چگونگی درک افراد از موقعیت‌ها و فعالیت‌ها استفاده می‌شود. تحلیل فریم به تصاویر، کلیشه‌ها، استعاره‌ها، بازیگران، پیام‌ها و موارد دیگر می‌پردازد. بررسی می‌کند که این عوامل چقدر مهم هستند و چگونه و چرا انتخاب شده‌اند. این مفهوم به کار اروینگ گافمن و کتاب او در سال ۱۹۷۴ تجزیه و تحلیل چارچوب: مقاله‌ای در باب سازماندهی تجربه نسبت داده می‌شود و در نظریه جنبش اجتماعی، مطالعات سیاست و جاهای دیگر توسعه یافته است.
نظریه تحلیل چارچوب یک رویکرد نظری گسترده است که در مطالعات ارتباطی، اخبار، سیاست و جنبش‌های اجتماعی در میان کاربردهای دیگر مورد استفاده قرار گرفته است. «چارچوب‌بندی فرآیندی است که در آن یک منبع ارتباطی، مانند یک سازمان خبری، یک موضوع سیاسی یا مناقشه عمومی را تعریف کرده و می‌سازد» با مفهوم نظریه برجسته‌سازی مرتبط است. چارچوب‌بندی بر نحوه تفسیر یا پردازش اطلاعات توسط افراد تأثیر می‌گذارد. می‌تواند یک دستور کار را تعیین کند. با این حال، تجزیه و تحلیل چارچوب فراتر از تعیین دستور کار با بررسی مسائل به‌جای موضوعات است.

## به مثابه نقد بلاغی
تحلیل چارچوب به‌عنوان نوعی تحلیل بلاغی برای بازیگران سیاسی در دهه ۱۹۸۰ پیشنهاد شده بود. جیم ای. کویپرز محقق ارتباطات سیاسی برای اولین بار کار خود را در زمینه پیشبرد تحلیل چارچوب به‌عنوان دیدگاه بلاغی در سال ۱۹۹۷ منتشر کرد. رویکرد او به‌صورت استقرایی با جستجوی مضامینی آغاز می‌شود که در طول زمان در یک متن باقی می‌مانند، و سپس تعیین چگونگی قالب‌بندی آن مضامین. کار کویپرز با این فرض شروع می‌شود که قاب‌ها موجودیت‌های بلاغی قدرتمندی هستند که «ما را وادار می‌کنند ادراکات خود از جهان را به روش‌های خاصی فیلتر کنیم، اساساً برخی از جنبه‌های واقعیت چندبعدی خود را بیشتر از سایر جنبه‌ها قابل توجه می‌سازند. آن‌ها با برجسته‌تر کردن برخی اطلاعات نسبت به سایر اطلاعات عمل می‌کنند…» چارچوب‌بندی تحلیل به‌عنوان نقد بلاغی و به‌عنوان یک تلاش علمی اجتماعی، به‌ویژه با این استدلال که چارچوب‌بندی نقد بینش‌هایی را ارائه می‌دهد که برای دانشمندان علوم اجتماعی در دسترس نیست.
کویپرز در کار خود در سال ۲۰۰۹، نقد بلاغی: دیدگاه‌ها در عمل یک الگوی مفصل برای انجام تحلیل قاب‌بندی از منظر بلاغی ارائه می‌کند. به گفته کویپرز، «قاب‌بندی فرآیندی است که طی آن ارتباط‌دهندگان، آگاهانه یا ناآگاهانه، برای ایجاد دیدگاهی عمل می‌کنند که حقایق یک موقعیت معین را سبب می‌شود تا توسط دیگران به شیوه‌ای خاص تفسیر شود. قاب‌ها به چهار روش کلیدی عمل می‌کنند: آن‌ها مشکلات را تعریف می‌کنند، علل را تشخیص می‌دهند، قضاوت‌های اخلاقی می‌کنند و راه حل‌هایی را پیشنهاد می‌کنند». کار کویپرز بر این فرض استوار است که قاب‌بندی یک فرایند بلاغی است و به این ترتیب بهتر است از منظر بلاغی بررسی شود.